# Браунс Лејк (Висконсин)
Браунс Лејк (енгл. Browns Lake) насељено је место без административног статуса у америчкој савезној држави Висконсин.

## Демографија
По попису из 2010. године број становника је 2.039, што је 106 (5,5%) становника више него 2000. године.
| Група             | 2000.         | 2010.         |
| Белци             | 1.843 (95,3%) | 1.926 (94,5%) |
| Афроамериканци    | 3 (0,2%)      | 6 (0,3%)      |
| Азијати           | 17 (0,9%)     | 10 (0,5%)     |
| Хиспаноамериканци | 55 (2,8%)     | 75 (3,7%)     |
| Укупно            | 1.933         | 2.039         |